# 124 Pułk Piechoty Waterford
124 pułk piechoty Waterford (ang. 124th (Waterford) Regiment of Foot) – pułk piechoty brytyjskiej sformowany w 1794.
Pułk ten przestał istnieć już rok później – w 1795.